# Schlachtgeschwader 151
La Schlachtgeschwader 151 (SG 151) (151e escadron d'attaque au sol) est une unité d'attaque au sol de la Luftwaffe pendant la Seconde Guerre mondiale.

## Opérations
Le SG 151 a mis en œuvre principalement des avions Focke-Wulf Fw 190F/G et F-8 Panzerblitz, des Junkers Ju 87D/G et des Henschel Hs 129.

## Organisation
Les principales fonctions du SG 151 est de fournir des équipages de remplacement (y compris un entraînement opérationnel), pour les unités Schlacht de première ligne, mais pendant la guerre, plusieurs unités de combat (Einsatz) ont été formées à partir du SG 151.
Le 19 mars 1944, le Einsatzgruppe I./SG 151 (29 avions) a été formé à Pancevo, et le Einsatzgruppe II./SG 151 (20 avions) a été formé à Gr.Beckereck (près de Belgrade) pour des missions de combat dans les Balkans contre l'armée des partisans de Tito. Les deux Einsatzgruppe ont été dissous en avril 1944.
En décembre 1944, le Einsatzstaffel I./SG 151 a été formé à Oels et Hanau pour la lutte contre les formations de Russie à Litzmannstadt. Il retourne à Grove en février 1945 et rejoint le reste du I./SG 151.

### Stab. Gruppe
Le Stab./SG 151 est formé le 18 octobre 1943 à Agram à partir du Stab/St.G.151.

Geschwaderkommodore (Commandant de l'escadron) :
| Début           | Fin             | Grade  | Nom               |
| --------------- | --------------- | ------ | ----------------- |
| 18 octobre 1943 | 6 décembre 1944 | Oberst | Karl Christ (en)  |
| 7 décembre 1944 | 31 mars 1945    | Oberst | Helmut Bruck (en) |
| 1er avril 1945  | 25 avril 1945   | Major  | Karl Henze (pt)   |

### I. Gruppe
Formé le 18 octobre 1943 à Pancevo à partir du I./St.G.151 avec :
- Stab I./SG 151 à partir du Stab I./St.G.151
- 1./SG 151 à partir du 1./St.G.151
- 2./SG 151 à partir du 2./St.G.151
- 3./SG 151 à partir du 3./St.G.151

Le 17 août 1944, le 3./SG 151 devient le 5./SG 151 et est reformé en octobre 1944.

Gruppenkommandeure (Commandant de groupe) :
| Début           | Fin             | Grade     | Nom                 |
| --------------- | --------------- | --------- | ------------------- |
| 18 octobre 1943 | 19 mai 1944     | Hauptmann | Karl Schrepfer (en) |
| 13 juillet 1944 | 23 octobre 1944 | Hauptmann | Erich Bunge         |
| 24 octobre 1944 | 25 avril 1945   | Hauptmann | Hubert Pölz (en)    |

### II. Gruppe
Formé le 18 octobre 1943 à Agram à partir du IV./St.G.151 avec :
- Stab II./SG 151 à partir du Stab IV./St.G.151
- 4./SG 151 à partir du 4./St.G.151
- 5./SG 151 à partir du 7./St.G.151
- 6./SG 151 à partir du 8./St.G.151

Le 17 août 1944, le 5./SG 151 devient le 7./SG 151, et est reformé à partir du 3./SG 151; le 6./SG 151 devient 11./SG 151, et est reformé en octobre 1944 à Agram.

Gruppenkommandeure :
| Début            | Fin              | Grade     | Nom             |
| ---------------- | ---------------- | --------- | --------------- |
| 18 octobre 1943  | 3 septembre 1944 | Hauptmann | Heinrich Heins  |
| 4 septembre 1944 | 14 février 1945  | Hauptmann | Hans Steinwachs |
| Février 1945     | Février 1945     | Major     | Ottmar Willmann |
| Février 1945     | Avril 1945       | Major     | Franz Kieslich  |

### III. Gruppe
Formé le 18 octobre 1943 à Pancevo  à partir du III./St.G.151 avec :
- Stab III./SG 151 à partir du Stab III./St.G.151
- 7./SG 151 à partir du 5./St.G.151
- 8./SG 151 à partir du 6./St.G.151

Le 17 juillet 1944, le 9./SG 151 est formé à partir du Fliegerstaffel Ritter.
En août 1944, le 8./SG 151 devient ?./SG 151, et est reformé à partir du Umschulstaffel G.d.S.
Le III./SG 151 est dissous le 25 avril 1945.
Gruppenkommandeure :
| Début           | Fin           | Grade     | Nom                  |
| --------------- | ------------- | --------- | -------------------- |
| 18 octobre 1943 | Mars 1944     | Hauptmann | Hanschke(?)          |
| Mars 1944       | 25 avril 1945 | Hauptmann | Egon Stoll-Berberich |

### IV. Gruppe
Formé le 17 août 1944 à Prossnitz à partir du I./SG 152 avec :
- Stab IV./SG 151 à partir du Stab I./SG 152
- 10./SG 151 à partir du 1./SG 152
- 11./SG 151 à partir du 6./SG 151
- 12./SG 151 à partir du 2./SG 152

Le IV./SG 151 est dissous le 15 avril 1945, excepté le 12./SG 151 qui est resté actif jusqu'à la fin de la guerre.
Gruppenkommandeure :
| Début           | Fin             | Grade     | Nom              |
| --------------- | --------------- | --------- | ---------------- |
| 17 août 1944    | 10 octobre 1944 | Hauptmann | Karl Kennel (en) |
| 15 octobre 1944 | 23 février 1945 | Hauptmann | Franz Smole      |
| 24 février 1945 | 15 avril 1945   | Hauptmann | Paul Dose (en)   |

### 13./SG 151
Formé le 18 octobre 1943 à Vel Gorica à partir du Einsatzstaffel/St.G.151.
Staffelkapitäne :
| Début           | Fin        | Grade     | Nom           |
| --------------- | ---------- | --------- | ------------- |
| 18 octobre 1943 | 5 mai 1945 | Hauptmann | Heinz Weitzel |

### 14./SG 151
Formé le 17 août 1944 à Alibunar à partir du 3.(Pz)/SG 152.

Il est dissous le 16 octobre 1944.
Reformé le 11 novembre 1944 à Berlin-Staaken à partir du Erg.Staffel(Nacht)/KG 51.

Staffelkapitäne :
| Début             | Fin             | Grade        | Nom                |
| ----------------- | --------------- | ------------ | ------------------ |
| 15 septembre 1944 | 16 octobre 1944 | Oberleutnant | Hans-Werner Jurck  |
| 11 novembre 1944  | 19 février 1945 | Oberleutnant | Joachim Rück       |
| 20 février 1945   | 26 mars 1945    | Hauptmann    | Helmut Eberspächer |

### 15./SG 151
Formé le 6 juillet 1944 à Hadju-Böszörmeny à partir du 3./NSGr.3.

Staffelkapitäne :
| Début            | Fin             | Grade     | Nom               |
| ---------------- | --------------- | --------- | ----------------- |
| 6 juillet 1944   | 29 octobre 1944 | Hauptmann | Friedrich Schmale |
| 24 novembre 1944 | 18 février 1945 | Major     | Walter Endres     |
| 6 février 1945   | 8 mai 1945      | Major     | Ottmar Willmann   |